# Lac Palairet
Pour les articles homonymes, voir Palairet.
Le lac Palairet est un plan d'eau douce de la rive Nord-Ouest du fleuve Saint-Laurent, traversé par la rivière de la Grande Loutre, dans le territoire non organisé de Passes-Dangereuses, dans la municipalité régionale de comté (MRC) de Maria-Chapdelaine, dans la région administrative de la Saguenay–Lac-Saint-Jean, dans la province de Québec, au Canada.
La foresterie constitue la principale activité économique du secteur ; les activités récréotouristiques, en second,,.
La surface du lac Palairet est habituellement gelée de la mi-novembre à la mi-avril, toutefois la circulation sécuritaire sur la glace se fait généralement du début de décembre à la fin de mars.

## Géographie
Les principaux bassins versants voisins du lac Palairet sont :
- côté Nord : lac Bussy, lac Natipi, rivière Péribonka, rivière Savane ;
- côté Est : rivière de la Grande Loutre, lac Allenou, rivière Péribonka, rivière Modeste ;
- côté Sud : lac Rigolo, lac Machisque, lac Piraube, lac Maupertuis, rivière Mistassibi Nord-Est, rivière Péribonka, lac Péribonka, rivière de l'Épinette Rouge ;
- côté Ouest : lac de Bransac, lac Dubray, rivière de la Grande Loutre, Petit lac Témiscamie, lac Témiscamie, rivière Mistassibi, lac Albanel, rivière Témiscamie[1].

Le lac Palairet comporte une longueur de 8,9 km, une largeur de 2,9 km et une altitude de 511 m. Ce lac difforme comporte cinq parties séparées par plusieurs presqu’îles. Il est traversé sur 9,2 km vers le Sud-Est.
L'embouchure du lac Palairet est localisé sur la rive Est de la partie Sud du lac, soit à :
- 16,2 km au Sud-Ouest de la rivière Péribonka ;
- 33,4 km au Sud-Est du lac Témiscamie ;
- km au Nord-Ouest de l’embouchure de la décharge du lac Piraube ;
- 46,5 km au Nord-Ouest du lac Onistagane ;
- 51,4 km à l’Ouest d’une baie au Nord-Ouest du lac Manouane ;
- 20,6 km à l’Ouest de l’embouchure de la rivière de la Grande Loutre ;
- 49,8 km au Nord du lac Onistagane ;
- 114,3 km au Nord-Ouest de l'embouchure du lac Péribonka (traversé par la rivière Péribonka)[1],[4].

À partir de l’embouchure du lac Palairet, le courant descend sur 32,0 km vers l’Est le cours de la rivière de la Grande Loutre ; le cours de la rivière Péribonka sur 345,5 km vers le Sud, traverse le lac Saint-Jean sur 29,3 km vers l’Est, puis emprunte sur 155 km le cours de la rivière Saguenay vers l’Est jusqu'à la hauteur de Tadoussac où il conflue avec le fleuve Saint-Laurent.

## Toponymie
Le terme « Palairet » constitue un patronyme de famille d'origine française.
Le toponyme « lac Palairet » a été officialisé le 5 décembre 1968 par la Commission de toponymie du Québec.